# Ernst von der Malsburg
Freiherr Ernst Friedrich Georg Otto von der Malsburg (* 23. Juni 1786 in Hanau; † 20. September 1824 auf Schloss Escheberg bei Zierenberg, Landkreis Kassel), Pseudonym von Benghem, war ein deutscher Schriftsteller, Dichter, Übersetzer, Jurist und Diplomat.

## Leben

### Kindheit
Das verschlossene Kind, dessen Vater früh verstarb, wurde von der Mutter aufgezogen. An die Stelle des Vaters trat ein Onkel. Der Junge zeigte eine ausgeprägte Mutterliebe und enge Bindung an die Mutter. Als Kind erkrankte er an einer schmerzhaften Drüsenkrankheit, zog sich krankheitsbedingt zurück, und es folgte ein erster Kuraufenthalt. Ersten Kontakt mit der Dichtkunst hatte er durch eine verwandte Dichterin, die sich kurzzeitig auf dem Gut Escheberg aufhielt, wo der Junge aufwuchs. Bereits als Kind mit Krankheit, Tod und Sterblichkeit konfrontiert, begann er seine ersten dichterischen Versuche. Er wurde scherzhaft „der kleine Gelehrte“ genannt. Nach dem Tod seiner dichtenden Hauslehrerin wurde er von der Frau seines Onkels weiter musikalisch unterrichtet.

### Studium und Selbststudium
Nach dem Abschluss des Jura-Studiums in Marburg folgt eine Reise nach Paris, bevor er 1806 eine Anstellung im Justizwesen in Kassel erhielt. Er erlernte autodidaktisch die spanische Sprache und las bald Cervantes, Calderon und Garcilaso im Originaltext. In dieser Zeit unternahm er kurze Ausflüge nach Warburg und Schloss Wilhelmsthal mit der ihm freundschaftlich verbundenen Julie von Bechtolsheim.

### Diplomatische Tätigkeit
Die politischen Veränderungen in Kassel (Schaffung des napoleonischen Königreichs Westphalen) eröffneten ihm den Zugang zum diplomatischen Dienst, und er wurde 1808 zum königlich-westphälischen Gesandten in München ernannt. Aus dieser Zeit stammt ein reger Briefwechsel mit der Frau eines anderen Gesandten in München. In München lebte er drei Jahre, kehrte nur für acht Wochen nach Escheberg zurück, bevor er als Gesandter nach Wien geschickt wurde. Aus dieser Zeit stammt seine Verehrung für Joseph von Hammer, dem er sein Vorwort zum Morgenstern widmete.
Nach dem Tod seiner Mutter 1813 kehrte er nach Escheberg zurück und arbeitete wiederum im Justizfach. Er war einer der vier Mitglieder der im Oktober 1815 gebildeten kurhessischen Verfassungskommission (mit Georg Schmerfeld, Otto von Porbeck und Ferdinand Schenck zu Schweinsberg), die im Dezember 1815 einen in vieler Hinsicht fortschrittlichen und zukunftsweisenden ersten Verfassungsentwurf für Kurhessen vorlegte.

### Literarische Zirkel
In der Folgezeit übersetzte er Calderon (1817) und die Sonette Shakespeares und bildete einen Freundeskreis aus literarisch interessierten Personen, die sich versammelten zu einer anspruchslosen, deklamatorischen Uebung, welche den Geschmack läutern, das Gedächtnis schärfen, und den Vortrag bilden sollte. An diesem Zirkel, den auch sein Bruder Karl Otto von der Malsburg mitgestaltete, nahmen die Romantiker Ludwig Achim von Arnim und Clemens Brentano, Ludwig Tieck, Christoph Rommel, August von der Embde, Friedrich von Bodenstedt, Moritz von Schwind, Ludwig Emil Grimm und Louis Spohr teil. Malsburg selbst gehörte auch dem romantischen Kreis der Brüder Grimm in Kassel an.
Im Jahre 1817 wurde er in die kurfürstlich-hessische Gesandtschaft in Dresden berufen. Dort machte er die Bekanntschaft von Therese aus dem Winckel, die ihm ihre reichhaltigen Kunstschätze zeigte. Amalie von Hellwig, die sich zu einem Sommeraufenthalt in Dresden aufhielt, lernte er im September 1817 bei der Verlobung eines Freundes in der Lausitz kennen. Mit beiden Frauen stand er in der Folgezeit in regem Briefwechsel. In Dresden wurde er Mitglied des Dresdner Liederkreises und mit der Dichterin Helmina von Chézy und dem schwedischen Dichter Urterboom bekannt. Auch entstand in dieser Zeit eine dauerhafte Freundschaft mit Friedrich Gr. Kalkreuth. In seiner Dresdner Zeit übersetzte Malsburg Wohl und Weh. Seine eigenen Werke waren in dieser Zeit von den romantischen Dichtern Wilhelm Müller und Wilhelm Hensel beeinflusst. Auch mit Ludwig Tieck unterhielt er einen literarischen häuslichen Zirkel und tauschte sich in zahlreichen Briefen mit ihm aus. Seine weiteren Gedichte waren stark von Tiecks innerer Zerrissenheit beeinflusst.
Im Winter 1820/1821 erschien Malsburgs Übersetzung der Morgenröthe in Copacavana von Calderon. Nach dem Tod des väterlichen Onkels 1821 kehrte Malsburg zur Testamentseröffnung nach Escheberg zurück. Neben einem weiteren Neffen wurde er Haupterbe und damit finanziell unabhängig. Es reifte in ihm der Gedanke, „einen reizenden, fast märchenhaften, des reichen Guts bewährt, mit seinen Wohn- und Haushaltungs-, Treib- und Lufthäusern, Baumgruppen, Obst und Buchenwäldern, See und Tempel zu gestalten“. Ihm wurde das bisherige Wohnhaus von seinem Bruder überlassen, und er ließ das Gut nach seinen Entwürfen zum Schloss Escheberg umbauen.
Im November 1821 verließ er Escheberg erneut, um nach Dresden zu gehen. 1822 kam er mit dem Freund Graf Löben nach Schloss Escheberg zurück, wo wiederum Musikveranstaltungen und Lesungen aus den spanischen Übersetzungen organisiert wurden.
Am 16. Mai 1823 reiste er nach Schloss Siebeneichen bei Meißen, fertigte dort die Übersetzung des Graf Lukanor von Calderon an, und stellte seine Ergebnisse in einem literarischen Zirkel vor.
1824 starb er an einem Nervenfieber. Eine Sammlung seiner späteren lyrischen Poesien erschien unter dem Titel: Poetischer Nachlaß 1825 in Kassel.

## Werke
- Klara. 1807.[3]
- Gedichte. Krieger, Cassel 1817. (Digitalisat)
- Poetischer Nachlass und Umrisse aus seinem innern Leben. Von P. C. Bohné, Cassel 1825. (Digitalisat)
- Ausgewählte Gedichte. Meyer, Hildburghausen & New York 1853.

## Übersetzungen
- Pedro Calderon de la Barca: Schauspiele. Übersetzt von Ernst Friedrich Georg Otto von der Malsburg. 6 Bände. Brockhaus, Leipzig 1819–1825
- Pedro Calderon de la Barca: Die Verwicklungen des Zufalls. Lustspiel in 3 Aufzügen. Christiani, Berlin 1819. (Digitalisat)
- Lope de Vega: Stern, Zepter und Blume. (Inhalt: Der Stern von Sevilla; Der beste Richter ist der König; Das Krugmädchen.) Hilscher, Dresden 1824. (Digitalisat der Ausgabe Grimmer, Dresden 1836)